# Lemont (Illinois)
Lemont ist eine Gemeinde (mit dem Status „Village“) im Cook County, im Will County und DuPage County im US-amerikanischen Bundesstaat Illinois.
Das U.S. Census Bureau hat bei der Volkszählung 2020 eine Einwohnerzahl von 17.629 ermittelt.
Lemont ist Bestandteil der Metropolregion Chicago.

## Geographie
Lemont liegt im südwestlichen Vorortbereich von Chicago am Illinois and Michigan Canal. Der Ort liegt auf 41°40′30″ nördlicher Breite und 87°59′51″ westlicher Länge und erstreckt sich über 22,64 km².
Das Stadtzentrum von Chicago liegt 44 Kilometer nordwestlich von Lemont. Im Norden von Lemont liegt das Argonne National Laboratory.

## Verkehr
In Nord-Süd-Richtung verläuft die Interstate 355 durch Lemont.

## Geschichte

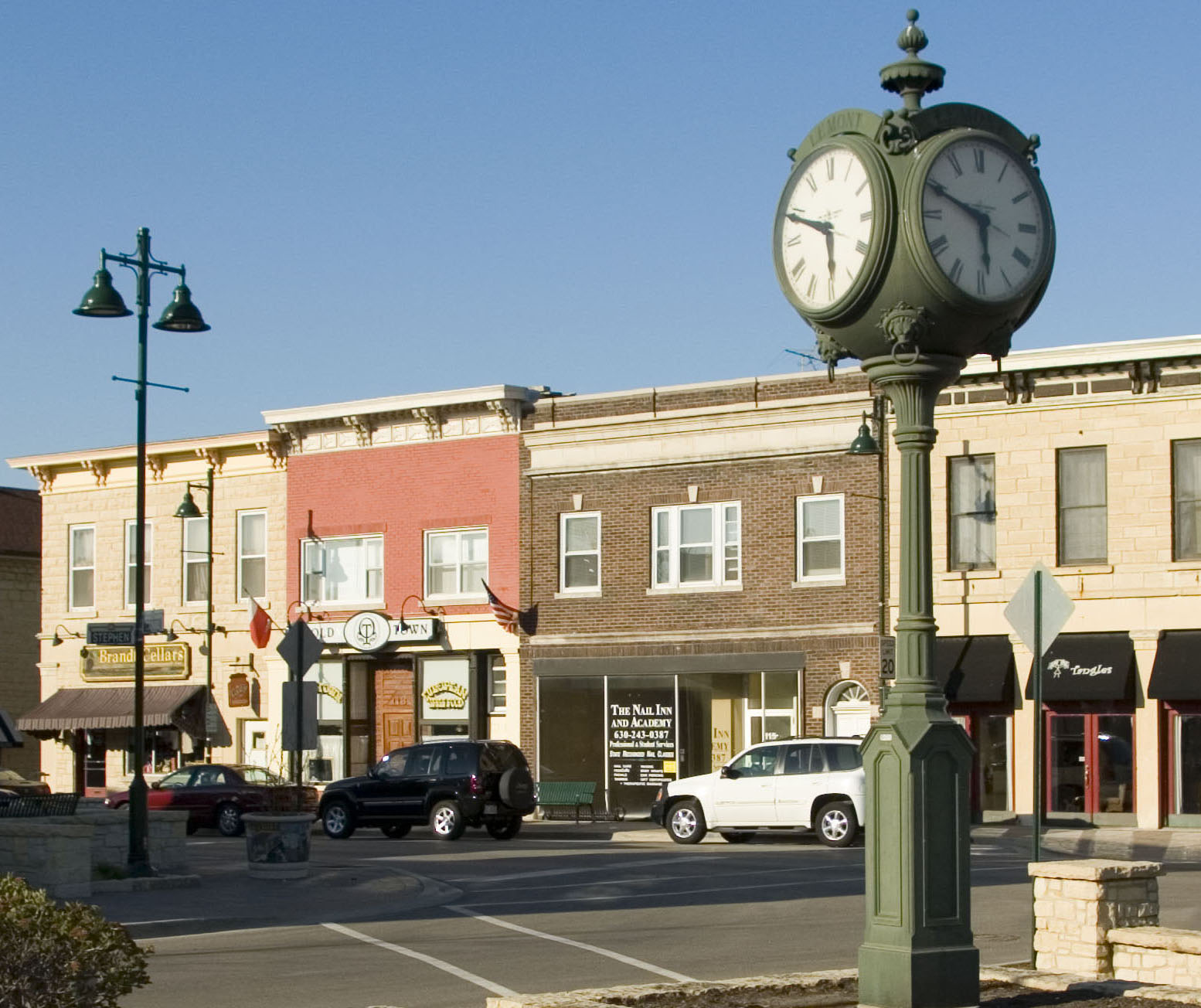
Historischer Ortskern von Lemont (Budnik Plaza und Stephen Street)

Der Ort hieß zunächst Keepataw (nach einem Häuptling der Potawatomi) und wurde später Athens und dann Palmyra genannt. Mit der Gründung von Lemont 1836 wurde eine der ältesten Siedlungen im nordöstlichen Illinois begründet. Das Ortszentrum von Lemont ist noch erhalten. Es ist daher seit 2016 im National Register of Historic Places eingetragen.
Beim Bau des Kanals wurde entdeckt, dass das Gestein der Gegend vorwiegend Dolomit ist. Damit wurden zahlreiche Steinbrüche in der Gegend eröffnet. Mit dem Siegeszug des Betons wurden die Steinbrüche in den 1920er Jahren geschlossen.
1853 löste die Eisenbahn die Verschiffung von Gütern über den Kanal als wichtigsten Transportweg ab.
Das älteste Gebäude ist die frühere Old Stone Church von 1861, die als methodistische Kirche bis 1970 genutzt wurde. Heute ist das Gebäude ein Museum.

## Bekannte Bewohner
- Marius Katiliškis (1914–1980), litauischer Schriftsteller
- Christian Vande Velde (* 1976), Radrennfahrer
- Scott Darling (* 1980), Eishockeyspieler
- Coby Fleener (* 1988), American-Football-Spieler
- Steve Grand (* 1990), Musiker und Modell

## Wetterkatastrophen
Am 13. Juni 1976 und am 27. März 1991 wurde Lemont von Tornados heimgesucht, die erhebliche Schäden verursachten. 1976 waren zwei Tote und 23 Verletzte zu beklagen.

## Trivia
Die Filme Save the Last Dance (2001), Jeder Kopf hat seinen Preis (1980), Straight Talk (1992), Children on Their Birthdays (2002), Witless Protection (2008) und Außer Kontrolle (1996) wurden hier gedreht.